# DKB (cantante)
Ariel Queupumil Rodríguez (La Habana, Cuba, 27 de septiembre de 1977), más conocido como DKB, es un compositor y cantautor cubano residente en Madrid que se desempeña en los géneros urbanos como el reguetón y el rap.

## Biografía
Ariel nació en La Habana, Cuba, ciudad donde se formó académicamente como médico, carrera que interrumpió para ejercer como productor y compositor de la banda musical “Cambio Latino” que posteriormente cambió su nombre a Santa Fe. Consiguió contratos con varias discográficas reconocidas como EMI y Vale Music, como solista en el 2012. Posteriormente, en Europa Universal Music y Sony Music distribuyeron su canción “A lo loco” que fue utilizada como sintonía del programa Gran Hermano 14.
En 2014 DKB lanza un sencillo llamado “Ella lo que quiere”, primera versión autorizada por el grupo sueco Ace of Base, sobre el éxito de “All that she wants”.
En 2015 bajo el sello de Sony Music lanza “El Cocodrilo” en dúo con King África, sencillo que fue posicionado en los primeros lugares de la música de España como "el hit del verano". En febrero de 2016 estrenó su sencillo “Tu Psicólogo” como solista y más adelante en el mismo año compone la canción “Acurrúcate” en colaboración con Katia Aveiro, hermana del jugador de fútbol Cristiano Ronaldo.
En mayo de 2017 realiza un dueto con Natalia en su nuevo disco, “Un Poco de Mí”.